# Peltandra primaeva
Peltandra primaeva és una espècie de planta extinta monocotiledònia dins la famílai Araceae amb fòssils trobats a Dakota del nord.
És l'únic membre de la família Araceae que té una estructura de la fulla amb 8 a 10 venes.